# أولغا بلوماشر
أولغا ماري بولين بلوماشر (ني هونرفادل؛ 27 مايو 1839 - حوالي 15 يونيو 1895)، التي كتبت تحت اسم أو. بلوماشر، كانت فيلسوفة وباحثة سويسرية أمريكية من أصل روسي. تأثرت بفلسفات الفيلسوفين الألمانيين أرتور شوبنهاور وإدوارد فون هارتمان، ونشرت ثلاثة كتب ساهمت في إثارة الجدل حول التشاؤم في ألمانيا. كان لكتابها "التشاؤم في الماضي والحاضر" (Der Pessimismus in Vergangenheit und Gegenwart) حول تاريخ التشاؤم الفلسفي تأثير كبير على فريدريك نيتشه وصمويل بيكيت.